# Mercy Gakuya
Mercy Gakuya é uma política queniana. Ela é membro do Partido Jubileu e membro do parlamento pelo círculo eleitoral de Kasarani.

## Primeiros anos e educação
Gakuya nasceu e foi criada no condado de Nairóbi. A sua família mudou-se para Muringa e lá ela teve os seus estudos primários e secundários na Escola Primária Muringa e na Escola Secundária para Meninas Gitugi, respectivamente. Ela continuou a sua educação na Universidade de Nairóbi, onde obteve o diploma de bacharel em Química e Zoologia e o mestrado em Fisiologia Médica. Ela também frequentou a Universidade de Ciência e Tecnologia Jomo Kenyatta, onde obteve o título de mestre em Liderança e Governança.

## Carreira
Gakuya foi eleita membro do parlamento pelo condado de Nairobi em 2017. Antes disso, ela trabalhou como professora na Universidade Kenyatta. Em 2017, tornou-se membro da Comissão de Radiodifusão e Biblioteca Parlamentar e da Comissão Departamental de Saúde da Assembleia Nacional.

## Relações famíliares
Ela é filha do falecido membro do parlamento pelo eleitorado de Embakasi Norte, James Gakuya.